# الإذاعة الجزائرية 2
الإذاعة الجزائرية 2 (بالفرنسية: chaine 2)‏ هي محطة إذاعية جزائرية تبث باللغة الأمازيغية.

## أعلام الإذاعة
- أنيسة، مغنية أشويق في الفن الزواوي.
- بهية، مغنية أشويق في الفن الزواوي.
- جميلة، مغنية أشويق في الفن الزواوي.
- جيدة ثامقرانث، مغنية أشويق في الفن الزواوي.
- حنيفة، مغنية أشويق في الفن الزواوي.
- خدوجة، مغنية أشويق في الفن الزواوي.
- زينة، مغنية أشويق في الفن الزواوي.
- شابحة، مغنية أشويق في الفن الزواوي.
- شريفة، مغنية أشويق في الفن الزواوي.
- علجية، مغنية أشويق في الفن الزواوي.
- نوارة، مغنية أشويق في الفن الزواوي.
- ونيسة، مغنية أشويق في الفن الزواوي.
- يمينة، مغنية أشويق في الفن الزواوي.

## وصلات أخرى

### وصلات داخلية
- الأكاديمية الجزائرية للغة الأمازيغية

### وصلات خارجية
- استمع الإذاعة الجزائرية الثانية

قالب:إذاعات جزائرية